# SAR and QSAR in Environmental Research
SAR and QSAR in Environmental Research, abgekürzt SAR QSAR Environ. Res., ist eine wissenschaftliche Fachzeitschrift, die vom Taylor&Francis-Verlag veröffentlicht wird. Derzeit erscheint die Zeitschrift mit vier Ausgaben im Jahr. Es werden Arbeiten veröffentlicht, die sich mit Fragen der Struktur-Wirkungsbeziehung in den Umweltwissenschaften, der Toxikologie, Pharmakologie und angewandten Chemie beschäftigen.
Der Impact Factor lag im Jahr 2020 bei 3,000. Nach der Statistik des Web of Science wird das Journal mit diesem Impact Factor in der Kategorie multidisziplinäre Chemie an 90. Stelle von 178 Zeitschriften, in der Kategorie Informatik, interdisziplinäre Anwendungen an 57. Stelle von 111 Zeitschriften, in der Kategorie Umweltwissenschaften an 140. Stelle von 274 Zeitschriften, in der Kategorie mathematische und computergestützte Biologie an 18. Stelle von 58 Zeitschriften und in der Kategorie Toxikologie an 58. Stelle von 93 Zeitschriften geführt.